# Chiesa di Santa Margherita dei Cerchi
La chiesa di Santa Margherita dei Cerchi è un luogo di culto cattolico del centro storico di Firenze, nell'omonima via Santa Margherita. La chiesa è nota come chiesa di Beatrice, amata da Dante, per essere vicina alla casa di Dante e per essere stata un luogo di sepoltura della famiglia Portinari, che nelle vicinanze ebbe la sua residenza principale. Tuttavia è assai improbabile che Beatrice fosse stata sepolta qui, poiché il luogo di sepoltura della famiglia del marito, quella dei Bardi, si trovava in Santa Croce. 

## Storia
Dedicata a santa Margherita d'Antiochia, la denominazione fa riferimento anche alla famiglia Cerchi, che dal 1353 detenne il patronato della piccola chiesa, prima insieme ai Donati e agli Adimari, poi dal Seicento in maniera esclusiva. Ricordato sin dal 1032, l'edificio è stato rimaneggiato a più riprese nei secoli successivi. È sede capitolare del Terz'ordine Mercedario Fiorentino. A lato del presbiterio è posta una lapide a ricordo del fondatore, Enrico Michelassi.

### Chiesa di Dante?

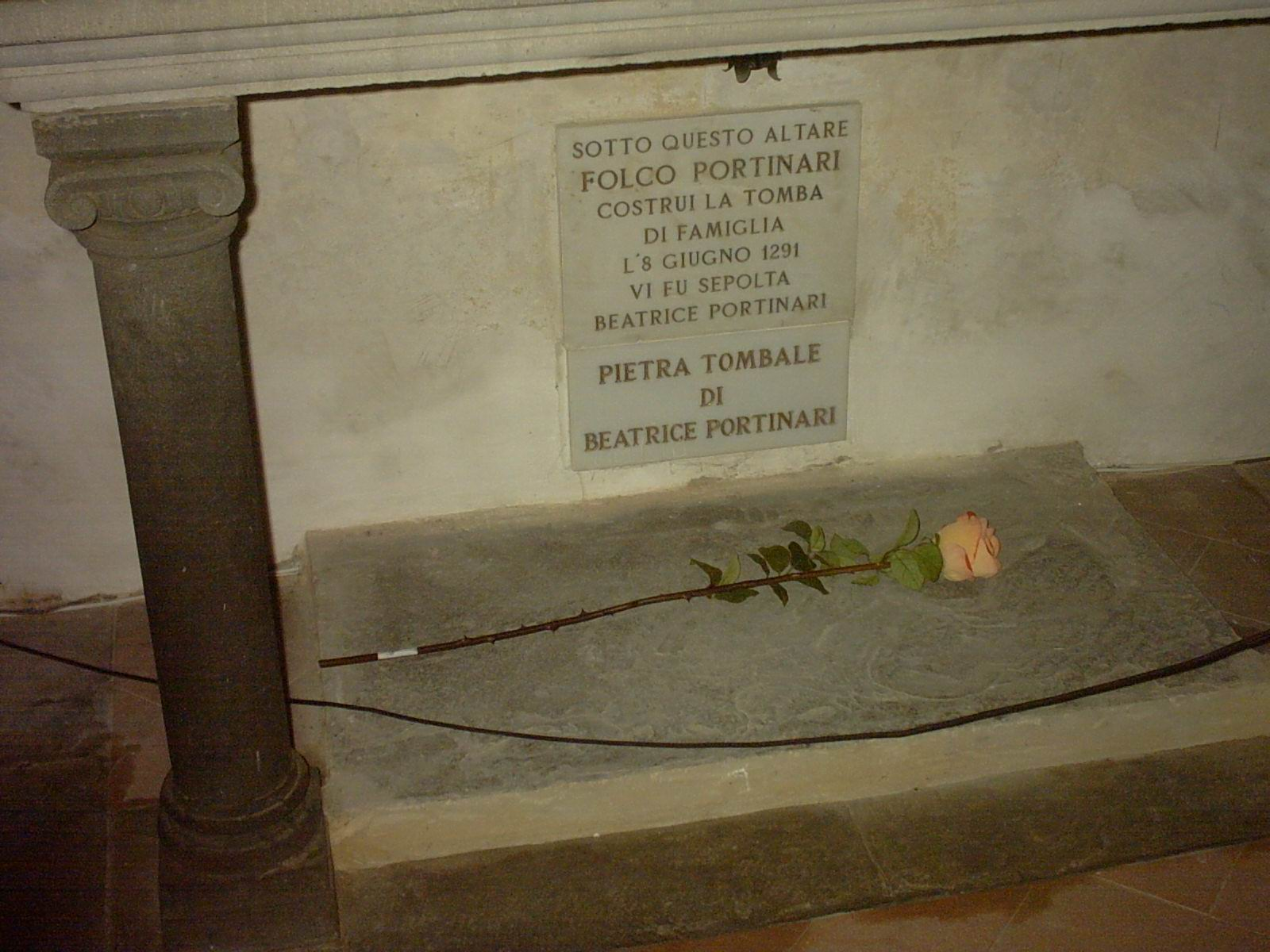
La presunta lapide della tomba di Beatrice Portinari

Santa Margherita è considerata anche la "chiesa di Dante", che tradizionalmente qui sposò Gemma Donati (secondo altre ipotesi il matrimonio avvenne nella vicina San Martino) e poté conoscervi l'amata Beatrice Portinari, la cui famiglia aveva qui le proprie sepolture.
Un quadro di una pittrice inglese dell'Ottocento in stile preraffaellita ricorda questo incontro, collocato appena alla destra dopo l'entrata. Altri dipinti otto-novecenteschi ricordano Dante e la sua musa. Qui venne sicuramente sepolto Folco Portinari, padre di Beatrice, e la balia Monna Tessa, la cui lastra tombale si trova oggi nel chiostro delle Ossa dell'arcispedale di Santa Maria Nuova, istituzione ispirata a Folco, secondo la tradizione, proprio dalla nutrice.
È invece inverosimile l'ipotesi che qui sia sepolta la stessa Beatrice, perché essendo maritata Bardi il suo sepolcro dovrebbe trovarsi nella tomba della famiglia del marito, situata nel chiostro Grande di Santa Croce
Nonostante ciò, nell'immaginario collettivo, la piccola chiesa resta la destinazione degli appassionati di Dante e degli ammiratori dell'angelica Beatrice, a cui sono spesso rivolti dei messaggi personali, raccolti in un cestino vicino alla sua "tomba".

## Descrizione

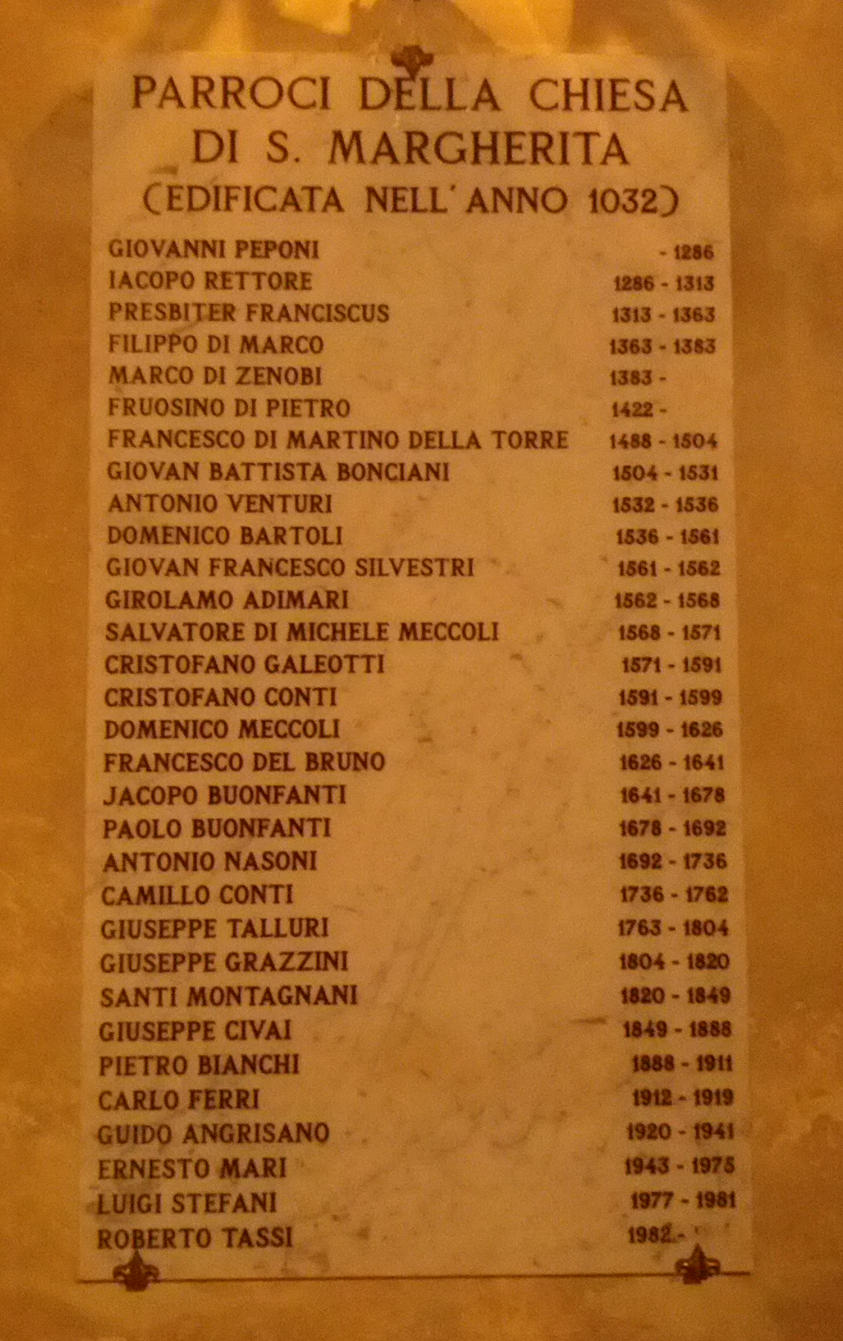
Lista dei parroci

La facciata della chiesa di Santa Margherita dei Cerchi è a capanna, con paramento murario in blocchi di pietra squadrati. Al centro, si apre il portale, con lunetta a tutto sesto, sormontato da una tettoia a doppio spiovente. In alto, vi sono due oculi strombati, uno posto in asse con il portale, l'altro alla sua sinistra.
L'interno della chiesa è a navata unica corredata da due altari laterali lapidei: quello di destra custodisce una pala d'altare di Francesco Mati con l'Invenzione della Croce sormontata da una lunetta con la Maddalena, entrambi probabilmente commissionati dalla Compagnia della Maddalena annessa alla chiesa e databili al 1620 - 1625 circa.
L'abside quadrangolare coperta da volta a botte ribassata affrescata, al centro della quale si trova l'altare maggiore in pietra, con mensa sorretta, sulla parte anteriore, da colonnine. Alle spalle di esso, si trova la pala Madonna in trono con le sante Lucia, Margherita, Agnese e Caterina d'Alessandria di Neri di Bicci (XV secolo); la predella di questa tavola, qui ricordata da una copia fotografica, si trova al MAEC di Cortona. Sull'altare di destra si trova una predella di Domenico di Michelino con le Storie di Santa Margherita d'Antiochia e su quello di sinistra un'altra predella di Stefano d'Antonio di Vanni, del 1425-1450 circa.

## La Venerabile Compagnia dei Quochi
In questa chiesa ebbe sede la Venerabile Compagnia dei Quochi (Cuochi) dedicata a san Pasquale Baylon, patrono universale di questi professionisti. Davanti all'altar maggiore è tuttora visibile lo storico sepolcreto della compagnia. A san Pasquale è attribuita l'invenzione del corroborante "zabaione".

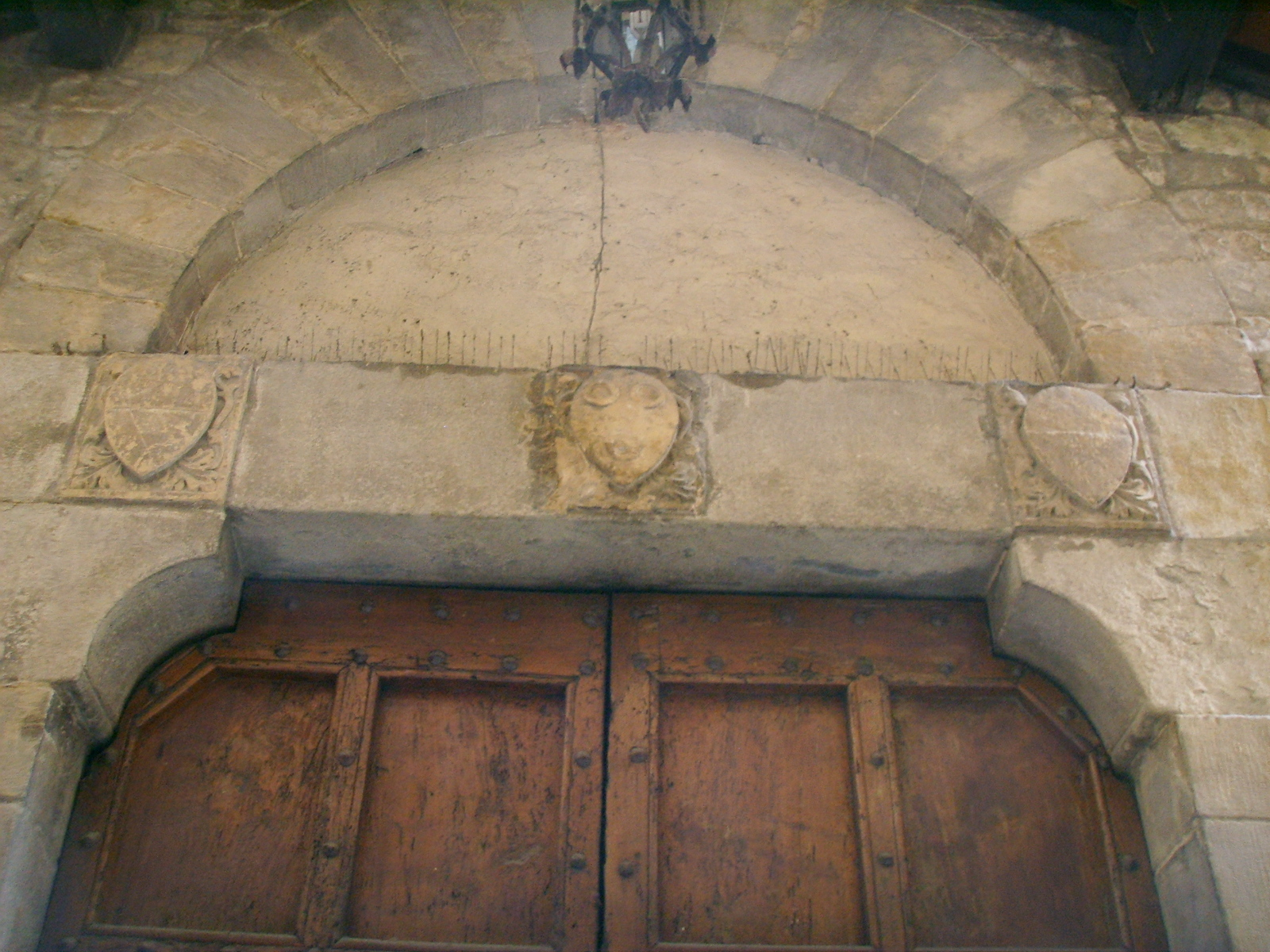
La lunetta del portale
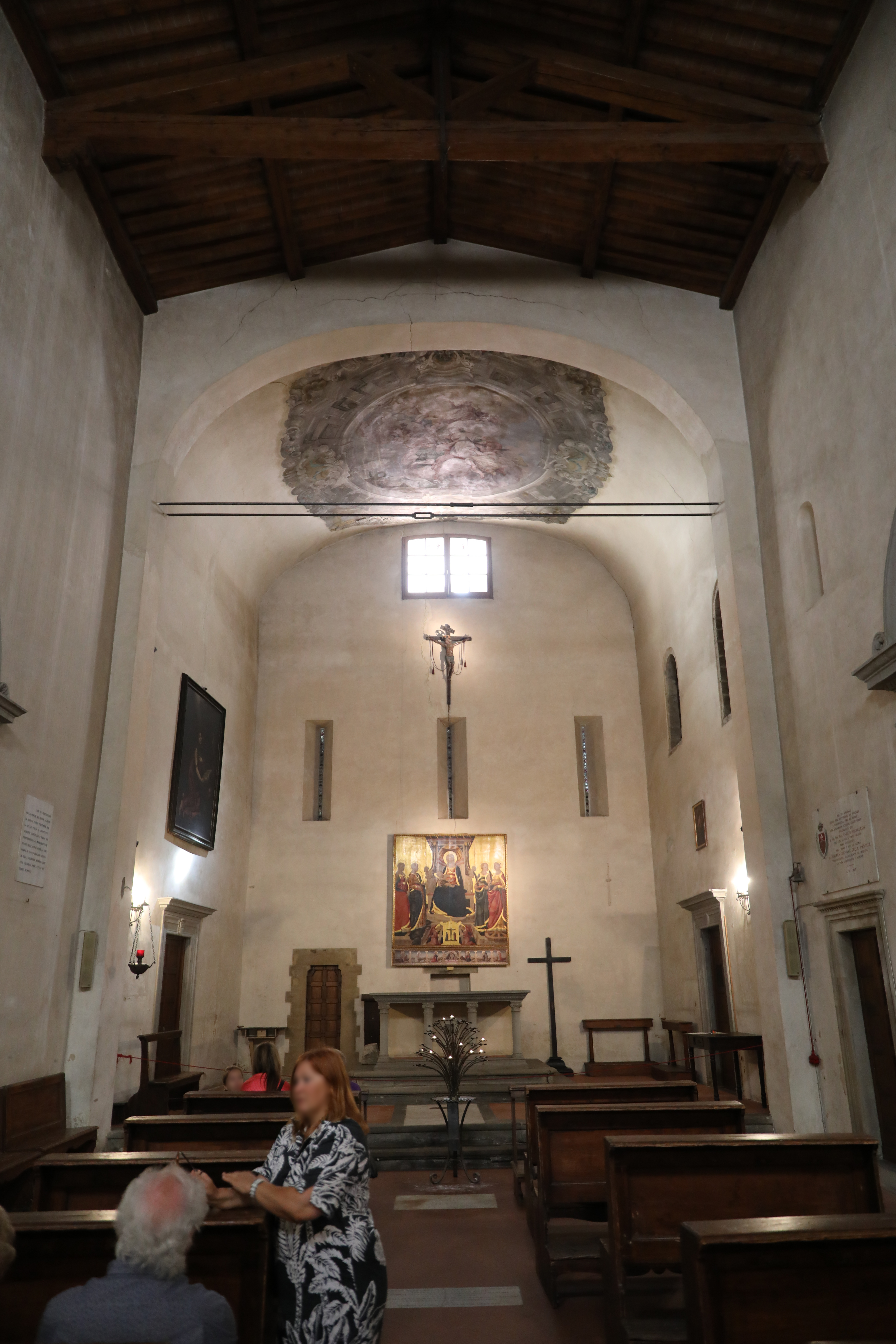
Interno
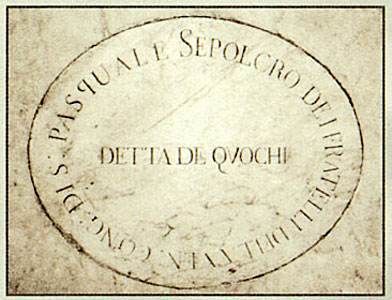
Sepolcro della Compagnia dei Quochi